# 維多利亞·紐蘭
維多利亞·紐蘭（1961年7月1日—），又譯維多利亞·努蘭，漢名盧嵐，出生于美国纽约州纽约市，曾任美国国务院发言人。盧嵐曾在2005年到2008年间任美国驻北约大使。盧嵐拥有布朗大学学士学位，会说俄语、法语以及一些汉语，曾在美國駐廣州總領事館及蒙古、前蘇聯等地的美國大使館任職。

## 工作履历
- 盧嵐加入國務院早期，經歷美國駐蘇聯大使館國內政務官、國務院蘇聯科（Soviet Desk）科員、美國駐蒙古大使館開館後第一代館員、美國駐廣州總領事館館員及國務院亞太局職員[5]
- 1993年至1996年，擔任美國副國務卿斯特罗布·塔尔伯特（英语：Strobe Talbott）的幕僚長[5]
- 2003年至2005年，擔任美国副总统迪克·切尼的首席副国家安全顾问[5]
- 2005年至2008年，擔任美国驻北大西洋公约组织代表[5]
- 2010年，擔任美國駐歐洲常規軍特别代表[5]
- 2011年5月27日，擔任美国国务院发言人，接替辞职的菲利普·克劳利[5]
- 2013年9月18日，擔任歐洲及歐亞事務助理國務卿[5]
- 2021年5月3日，擔任政務國務次卿
- 2024年3月5日，盧嵐被宣布將於當月退休。她原本有意繼任温迪·谢尔曼在卸任後的副國務卿遺缺，但拜登總統最終提名库尔特·坎贝尔擔任該職位。

### 通話曝光事件
盧嵐擔任歐洲兼歐亞助卿任內，其和美国驻乌克兰大使的电话遭到曝光，她在电话中说烏國反對派領袖之一的维塔利·克利钦科不应该在新一届政府中就职，还随口说了句“去他妈的欧盟”。德国总理默克尔表示她认为盧嵐的话“完全不能接受”。之后，美国国务院发言人珍妮佛·帕莎其在评论此事时提到，盧嵐已就其关于欧盟的言论道歉

## 个人生活
盧嵐是美国耶鲁大学医学教授舍温·紐蘭的女儿。1977年，她毕业于罗斯玛丽中学，后来在布朗大学获得学士学位。盧嵐的丈夫是历史学家罗伯特·卡根，两人育有两个孩子。盧嵐精通英语、俄语、法语，略知汉语。離開國務院後，盧嵐於2018年加入華府智庫新美國安全中心擔任執行長，2019年離任。